# ATCコード V01
ATCコード V01（Allergens）は、解剖治療化学分類法（ATCコード）の治療法メイングループによる分類の一つ。世界保健機関が割り当てた英数字のコード体系であり、医薬品その他の医療用品の分類を示す。分類コードV01は解剖学的部位に基づいた分類コードV（その他）の下位分類である。
獣医学の分野で用いる場合は、ヒト用であるATCコードの先頭に文字Qを付加し、QV01... のように表記する（ATCvetコード）。
ATCコードで分類できないものがある場合は、内国レベルの事案に関して、世界保健機関が割り当てていない未使用コードを追加拡張して使用することが可能である。

## V01A アレルゲン

### V01AA アレルゲン抽出物
V01AA01 羽毛
V01AA02 草本の花粉
V01AA03 室内塵性ダニ
V01AA04 カビと酵母
V01AA05 木の花粉
V01AA07 昆虫
V01AA08 食品
V01AA09 織物
V01AA10 花
V01AA11 動物
V01AA20 その他